# Ocellularia cameroonensis
Ocellularia cameroonensis är en lavart som beskrevs av Andreas Frisch. 
Ocellularia cameroonensis ingår i släktet Ocellularia och familjen Graphidaceae. Inga underarter finns listade i Catalogue of Life.